# Hella Moja

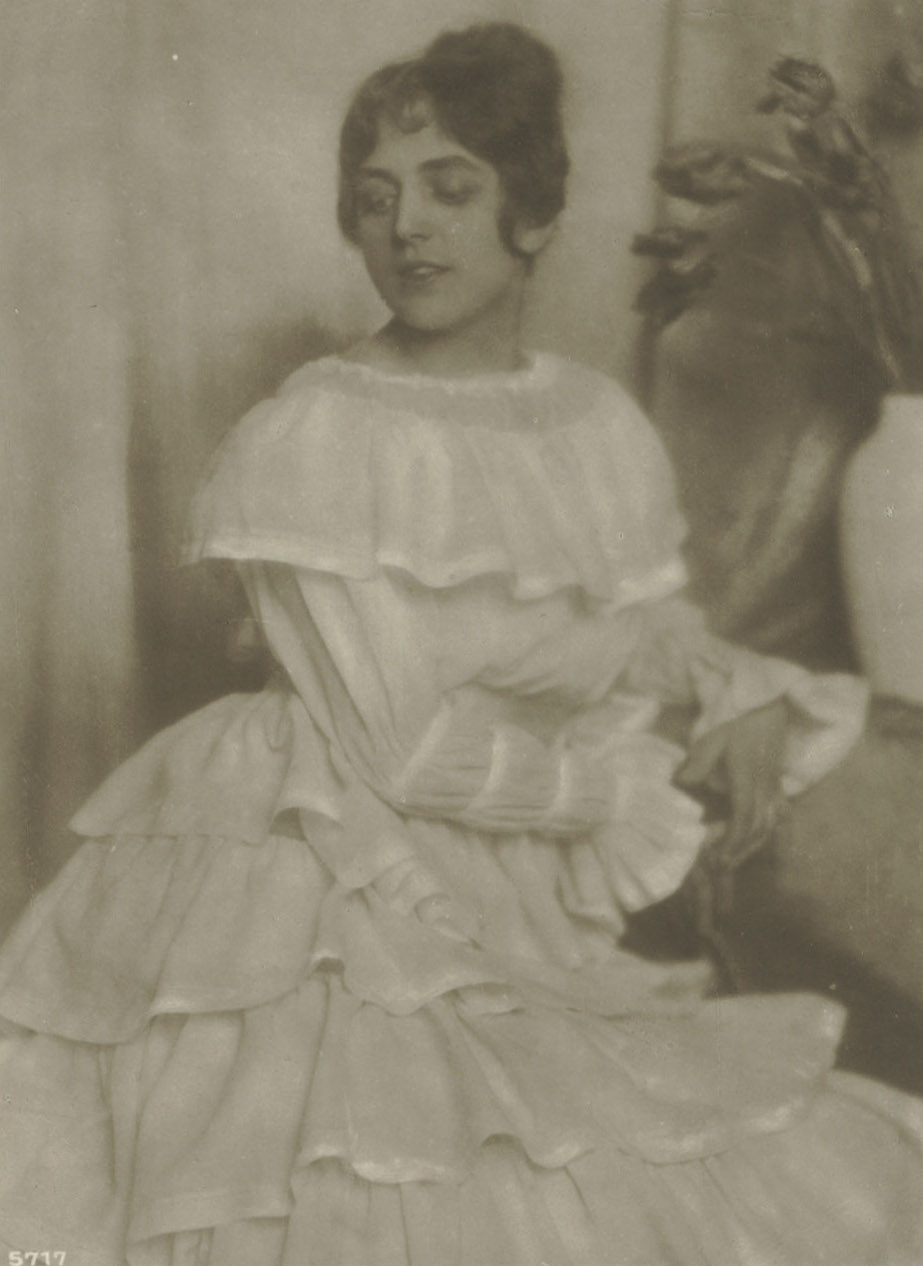
Hella Moja, Fotografie (um 1920) von Karl Schenker

Hella Moja (* 16. Januar 1892 als Helene Gertrud Mojzesczyck in Königsberg; † 15. Januar 1937 in Berlin) war eine deutsche Schauspielerin, Filmproduzentin und Drehbuchautorin.

## Kurzbiografie

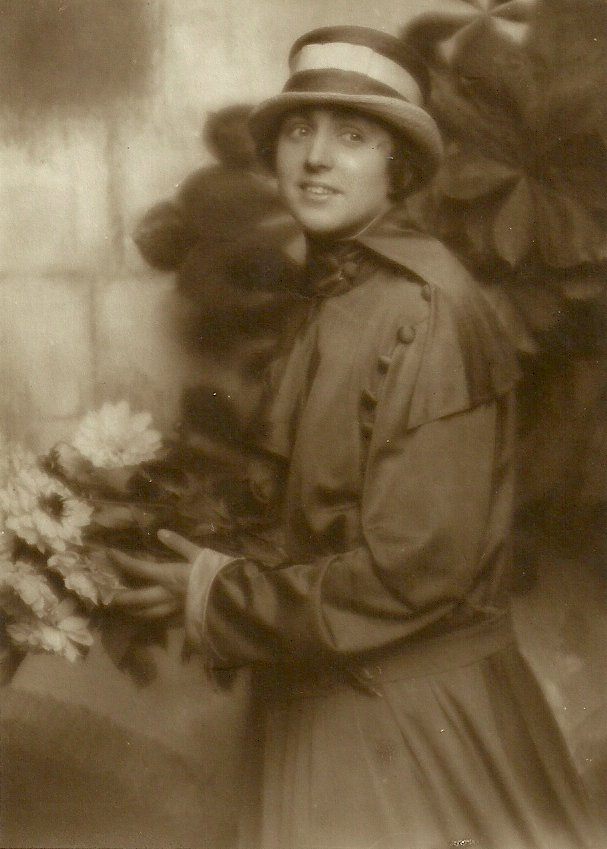
Hella Moja, Fotografie (um 1920) von Nicola Perscheid

Sie verlor früh ihre Eltern und arbeitete als Übersetzerin und Autorin für die Deutsche Presse-Korrespondenz in Hannover, den Ullstein- und den Scherl-Verlag. Nach Schauspielunterricht bei Emanuel Reicher und Frida Richard gab sie ihr Debüt 1913 am Berliner Lessingtheater, wo sie die nächsten beiden Jahre vorwiegend auftrat.
Ab 1914 agierte sie auf Vermittlung von Alwin Neuß als Stummfilmdarstellerin. Ihr bevorzugtes Metier war das Melodram, wo sie häufig als Gräfin oder Burgfräulein zu sehen war. Während des Ersten Weltkrieges und in der Zeit danach gehörte Hella Moja zu den bekanntesten deutschen Filmschauspielerinnen. Ihre Cherubin-Darstellung in Figaros Hochzeit (1920) gilt als besonders beeindruckend.
1918 gründete sie die „Hella Moja Film-Gesellschaft m.b.H.“ und 1922 die „Hella Moja Film AG“ (1922–1927), bei der ihr späterer Ehemann, Filmregisseur Heinz Paul, Vorstand war und sie selbst als Aufsichtsratsmitglied und Aktionärin am Unternehmen beteiligt war. Bereits seit Mitte der zwanziger Jahre galt ihr theatralischer Stil als nicht mehr zeitgemäß, und Moja konzentrierte sich auf das Schreiben von Drehbüchern. Während der Zeit des Nationalsozialismus bekam sie zusätzliche Probleme, da sie keinen Ariernachweis erbringen konnte.
Nach langer Krankheit verstarb Hella Moja in der Nacht vor ihrem 45. Geburtstag an einer Lungenentzündung. Sie wurde auf dem Berliner Friedhof Heerstraße im heutigen Ortsteil Westend beerdigt. Die Grabstätte ist jedoch bereits aufgelöst.

## Filmografie (Auswahl)
- 1916: Der Weg der Tränen
- 1916: Komtesse Hella
- 1916: Streichhölzer, kauft Streichhölzer!
- 1917: Wenn die Lawinen stürzen
- 1917: Die Fremde
- 1917: Die Tochter der Gräfin Stachowska
- 1917: Die Königstochter von Travankore
- 1917: Die gute Partie
- 1917: Das Mädel von nebenan
- 1918: Heide-Gretel
- 1918: Das verwunschene Schloß
- 1918: Inge
- 1918: Nur ein Schmetterling
- 1920: Figaros Hochzeit
- 1920: Gräfin Walewska
- 1920: Der Vampyr
- 1921: Die Flucht aus dem goldenen Kerker
- 1922: Felicitas Grolandin (auch Produktion)
- 1923: Das schöne Mädel
- 1925: Des Lebens Würfelspiel
- 1926: Die Straße des Vergessens
- 1926: Die Warenhausprinzessin
- 1927: U 9 Weddigen
- 1927: Der falsche Prinz (Co-Drehbuch)
- 1929: Der Mitternachtswalzer (Co-Drehbuch)
- 1929: Drei Tage auf Leben und Tod (Drehbuch)
- 1932: Marschall Vorwärts (Drehbuchmitarbeit)
- 1934: Die vier Musketiere (Drehbuchmitarbeit)